# Burse de călătorie
Burse de călătorie (în franceză Bourses de voyage) este un roman scris de Jules Verne și publicat în 1903. Inițial a apărut în Magasin d'Éducation et de Récréation între 1 ianuarie și 15 decembrie 1903, apoi în volum pe 19 noiembrie același an.

## Povestea
Antilian School este un reputat colegiu londonez în care studiază doar tineri născuți în Antile. Nouă dintre rezidenții săi primesc burse de călătorie oferite de un proprietar bogat din Barbados. Ei se îmbarcă pe vasul Alert, însoțiți de mentorul Horatio Patterson, economistul școlii.
Harry Markel, fost căpitan de cursă lungă devenit pirat, este prins și transferat în Anglia. El evadează împreună cu complicii săi și pune mâna pe vasul Alert, după ce masacrează căpitanul și echipajul. Markel preia identitatea căpitanului asasinat și începe traversarea Atlanticului, decis să scape și de pasageri. Dar când află că aceștia urmează să primească o sumă importantă de bani din partea binefăcătorului lor la sosirea în Barbados, renunță la acest plan.
Din escală în escală, pasagerii vizitează insulele pe care s-au născut, fiind primiți cu căldură de părinți și prieteni. Călătoria prin arhipelag este o încântare, dar riscă să se termine tragic. În momentul în care Markel află că tinerii se află în posesia recompensei oferite de doamna Seymour, se decide să își pună planul în aplicare.
Un marinar pe nume Will Mitz, care ajunge la bordul vasului Alert la recomandarea doamnei Seymour, deconspiră proiectul criminal al falsului căpitan și, profitând de acoperirea nopții, încearcă să evadeze împreună cu pasagerii. Planul eșuează, așa încât se văd obligați să pună mâna pe vas și să-i încarcereze pe pirați, care au parte de un sfârșit oribil când provoacă involuntar un incendiu care duce la scufundarea ambarcațiunii.
Mitz și protejații săi scapă la bordul bărcii de salvare și trec prin momente dificile până când sunt recuperați de un vapor cu aburi și repatriați în Marea Britanie.

### Capitolele cărții
| - I - Concursul - II - Ideile doamnei Kethlen Seymour - III - Domnul și doamna Patterson - IV - Taverna Blue Fox - V - O lovitură îndrăzneață - VI - Stăpâni la bord - VII - Corabia cu trei catarge, Alert - VIII - La bord - IX - Aproape de uscat - X - Briza de nord-est - XI - Pe mare - XII - Străbătând Atlanticului - XIII - Canoniera Essex - XIV - Saint Thomas și Sainte Croix - XV - Saint Martin și Saint Barthélemy | - I - Antigua - II - Guadelupa - III - Dominica - IV - Martinica - V - Santa Lucia - VI - Barbados - VII - Început de traversare - VIII - Noaptea se apropie - IX - Will Mitz - X - În mijlocul ceții - XI - Stăpâni la bord - XII - Timp de trei zile - XIII - La voia întâmplării - XIV - La sfârșitul călătoriei |

## Insulele Antile

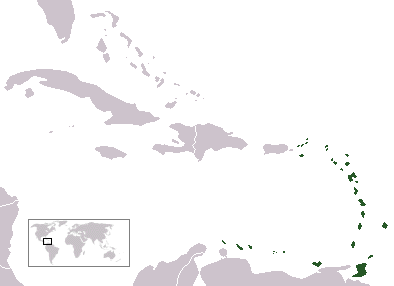
Antilele Mici

Jules Verne profită de acest roman pentru a face o prezentare a arhipelagului Antilelor, mai precis a Antilelor Mici. Sub pretextul întâlnirii celor nouă bursieri cu familiile caraibiene din care au plecat, autorul francez prezintă de-a lungul a opt capitole istoria și geografia acestui arhipelag .
Periplul începe în insulele Leeward cu Virginele Americane, din cadrul cărora sunt prezentate insulele St. Thomas și St. Croix. El continuă spre sud cu insulele Sfântul Martin aparținând Franței, Saint-Barthélemy aparținând Franței și Olandei, Antigua, Guadelupa (care aparține tot Franței) și Dominica.
De aici, călătorii intră pe teritoriul insulelor Windward, din cadrul cărora vizitează Martinica - care aparține Franței, Sfânta Lucia și Barbados.

## Teme abordate în cadrul romanului
- Oamenii de bună credință aflați sub călăuzirea unui ghid fals - în cazul de față reprezentat de piratul Harry Markel -, care dorește să obțină avantaje materiale de pe urma lor (temă prezentă și în Căpitan la cincisprezece ani)
- Tinerii puși în fața unor probleme de viață și de moarte (din acest punct de vedere romanul amintește de experiența copiilor din Doi ani de vacanță)

## Lista personajelor
- Kethlen Seymour - doamna care pune la dispoziția elevilor bursele de călătorie
- Roger Hinsdale - bursier, are o fire semeață
- Louis Clodion - bursier, băiat serios și muncitor
- Albertus Leuwen - bursier, de origine olandeză
- Niels Harboe - bursier
- Magnus Anders - bursier, pasionat de mare
- Axel Wickborn - bursier, doritor să servească în armata daneză
- John Howard - bursier
- Hubert Perkins - bursier, destinat comerțului
- Tony Renault - bursier, pasionat de canotaj
- Horatio Patterson - mentorul copiilor, economist la Antilian School
- Harry Markel - fost căpitan de cursă lungă devenit pirat
- John Carpenter - șef de echipaj, subaltern al lui Markel
- Ranyah Cogh - bucătar de origine indo-saxonă, subaltern al lui Markel
- Will Mitz - marinarul care îi ajută pe bursieri să scape de pirații conduși de Markel

## Traduceri în limba română
- 1978 - Burse de călătorie, Ed. Ion Creangă, Colecția "Jules Verne", vol. 17, traducere Teodora Cristea, 240 pag.
- 2010 - Burse de călătorie, Ed. Adevărul, Colecția "Jules Verne", vol. 17, traducere Nicolae Constantinescu, 340 pag., ISBN 978-606-539-153-6